# От-Сорн
От-Сорн (фр. Haute-Sorne) — громада  в Швейцарії в кантоні Юра, округ Делемон.

## Географія
Громада розташована на відстані близько 50 км на північ від Берна, 9 км на захід від Делемона.
От-Сорн має площу 71 км², з яких на 7,2% дозволяється будівництво (житлове та будівництво доріг), 35,9% використовуються в сільськогосподарських цілях, 56,4% зайнято лісами, 0,5% не є продуктивними (річки, льодовики або гори).

## Демографія
2019 року в громаді мешкало 7071 особа (+6,5% порівняно з 2010 роком), іноземців було 15,5%. Густота населення становила 100 осіб/км².
За віковим діапазоном населення розподілялося таким чином: 21,7% — особи молодші 20 років, 58,2% — особи у віці 20—64 років, 20,1% — особи у віці 65 років та старші. Було 2948 помешкань (у середньому 2,3 особи в помешканні).
Із загальної кількості 3247 працюючих 171 був зайнятий в первинному секторі, 1822 — в обробній промисловості, 1254 — в галузі послуг.